# Ochthebius lanuginosus
Ochthebius lanuginosus es una especie de escarabajo del género Ochthebius, familia Hydraenidae. Fue descrita científicamente por Reiche & Saulcy en 1856.
Se distribuye por Turquía (provincia de Antalya, Manavgat). Mide 2,4 milímetros de longitud.